# Hypodynerus fuscipennis
Hypodynerus fuscipennis är en stekelart som beskrevs av Brethes. Hypodynerus fuscipennis ingår i släktet Hypodynerus och familjen Eumenidae. Inga underarter finns listade i Catalogue of Life.